# 埃麗莎貝塔·法爾內塞

埃麗莎貝塔·法爾內塞王后盾徽

埃麗莎貝塔·法爾內塞（義大利語：Elisabetta Farnese，1692年10月25日—1766年7月11日）是西班牙君主费利佩五世的第二任妻子，她對當時西班牙的外交政策上有著很大的影響力，她在1714年－1746年是實際上的西班牙統治者，並於1759年－1760年擔任攝政太后。

## 生平

### 早年
埃麗莎貝塔·法爾內塞於1692年出生於義大利帕爾馬 (意大利)的皮洛塔宫，她是帕爾馬儲君奥多阿尔多·法尔内塞和多蘿西亞·索菲的女兒，她有一個哥哥但於她出生的隔年便去世了，她的父親也於同年去世。埃麗莎貝塔的母親於1696年再嫁給了奥多阿尔多·法尔内塞的弟弟，也就是埃麗莎貝塔的叔叔帕爾馬公爵法蘭西斯科·法爾內塞。埃麗莎貝塔·法爾內塞成長於帕爾馬宮殿中一處與世隔絕的寓所裡，她與她的母親之間關係不良，但根據一些資料她非常深愛她的叔叔兼繼父法蘭西斯科·法爾內塞。
埃麗莎貝塔·法爾內塞可以流利地說和寫拉丁語、法語及德語，並受過修辭學、哲學、地理及歷史的教育，不過一些資料顯示她其實對這些知識並沒有什麼興趣。不過她對舞蹈似乎有著濃厚的興趣，也是個優秀的學生，她同時在（Pierantonio Avanzini）的門下學習繪畫，而她也喜愛音樂及刺繡。少女時期的埃麗莎貝塔·法爾內塞從西班牙王位繼承戰爭不久後爆發的天花中存活了下來。
由於埃麗莎貝塔·法爾內塞的繼父叔叔法蘭西斯科·法爾內塞與他的弟弟法尔内塞家族末代帕爾馬公爵安東尼奧·法爾內塞皆沒有子嗣，埃麗莎貝塔·法爾內塞成為了帕爾馬公國的唯一繼承者。因為這個身份，有許多的貴族前來提親，這些人包括薩伏依的維托里奧·阿梅迪奧、王儲法蘭西斯科三世·埃斯特以及（Pico della Mirandola），但他們最終都沒有成功。
1714年9月16日，埃麗莎貝塔·法爾內塞在帕爾馬經由代理婚姻嫁給了费利佩五世，婚姻是由帕爾馬大使朱利奧·阿爾貝羅尼樞機以及奧爾西尼親王妃、卡馬雷拉市長德帕拉西奧Marie Anne de La Trémoille, princesse des Ursins作為代理人。
但這樁婚姻有更多的目的是為了滿足費利佩的性需求，因為作為一個虔誠的天主教徒，在他的第一任妻子瑪麗亞·路易莎·加布里埃拉死後，他不被允擁有婚外情，而此時身為帕爾馬公國唯一繼承人的埃麗莎貝塔·法爾內塞無非是一個非常好的對象。
帕爾馬大使當初為了撮合這段婚姻，用盡花言巧語說服親王妃，他對親王妃聲稱埃麗莎貝塔·法爾內塞頭腦簡單，除了針線活和刺繡沒別的興趣，而且是一個易於控制與掌握的王后人選。不過聰明的大使另一方面提醒埃麗莎貝塔，國王喜歡由別人來治理國家，因此如果她不能快速掌握主導權，她會成為一個不快樂的王后。而且如果她能將宮廷中由親王妃所領導的法國勢力去除，西班牙人會因此感謝她。
埃麗莎貝塔·法爾內塞在9月時離開帕爾馬並經由陸上前往西班牙，隨行的人是由（Schotta）侯爵與女親王伊波利塔·盧多維西所帶頭組成的。隊伍原本是經由海上前去西班牙，但埃麗莎貝塔在热那亚時出現了暈船的症狀，因此計畫在此修正。她在旅途中會見了摩纳哥亲王以及法國大使，他們代法國國王送上賀禮。隊伍於11月時在巴约讷停留了幾天，在這裡埃麗莎貝塔·法爾內塞受到了她的阿姨西班牙王太后诺伊堡的玛丽亚·安娜的款待。於法西邊界，她會見了，他花了好幾天不斷警告埃麗莎貝塔·法爾內塞嫁入西班牙後需要與親王妃抗衡。經過了幾個月的路程，最後一行人到達了西班牙，埃麗莎貝塔·法爾內塞拒絕將她的義大利侍從換成西班牙侍從，當然，這也是一開始就策畫好的了。

### 王后生涯

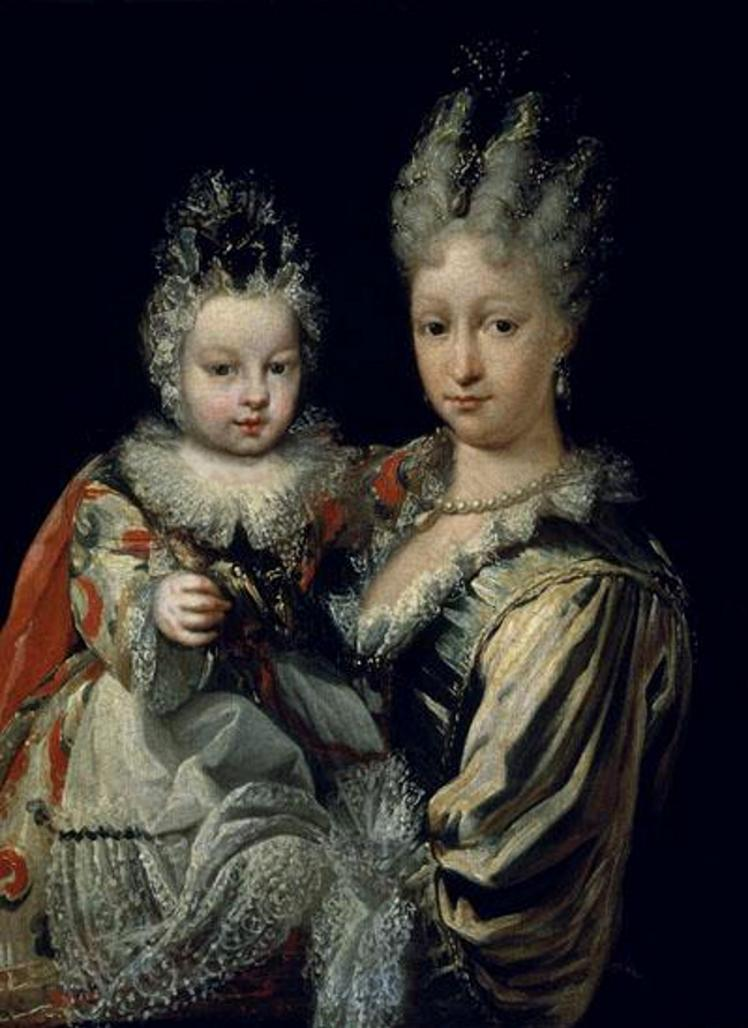
埃麗莎貝塔·法爾內塞與兒子卡洛斯三世 (西班牙)

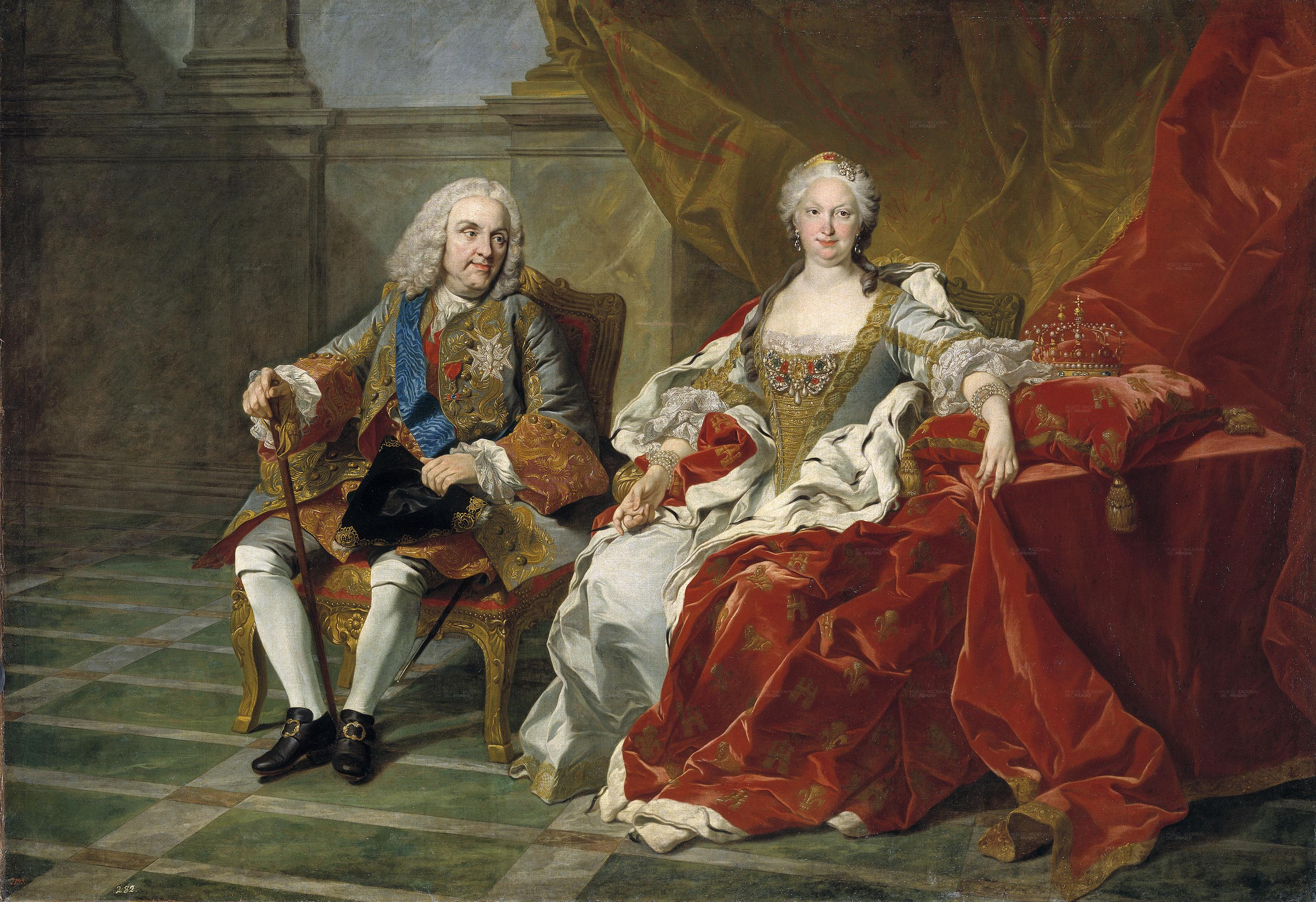
1739年的費利佩五世與埃麗莎貝塔夫婦

埃麗莎貝塔·法爾內塞於1714年12月23日在哈德拉克會見了她的女侍長親王妃，親王妃在當時的西班牙宮廷中擁有叱吒風雲的權力，她期望在埃麗莎貝塔正式會見國王之前先與她打好關係，藉此拉攏並控制她，為自己及整個法國帶來最佳利益。親王妃派出間諜暗中觀察埃麗莎貝塔，卻發現她並不如帕爾馬大使所說的那樣容易控制。埃麗莎貝塔與親王妃見面後要求她們私下談話，沒有人清楚她們的談話內容，但可以知道的是她們的談話演變得越來越激烈。稍晚，親王妃被逮捕並被解雇，隨後立即護送她前往法國邊界。關於這個事件有許多不同的版本，但真相已沒有人知道了。
帕爾馬大使在這件事上告知國王，埃麗莎貝塔這麼做的目的完全是為了西班牙及國王的最佳利益，而當國王與埃麗莎貝塔於12月24日在瓜达拉哈拉正式會面後，國王和遇見上一任王后一樣，對這名義大利貴族女性一見鍾情。
藉著弗朗切斯科·德爾·朱迪斯樞機的指示及建議，埃麗莎貝塔·法爾內塞開始進行他們的計畫。樞機無疑是埃麗莎貝塔的首席顧問，他教導她如何保護自己以及帕爾馬的最佳利益，而埃麗莎貝塔·法爾內塞很快的就成為了費利佩國王的知己，並著手消除宮廷中的法國勢力，藉由她的奶媽，（Laura Pescatori）組織的網絡，她將這股勢力以自己的追隨者取而代之。
據稱，埃麗莎貝塔·法爾內塞是個充滿魅力與果斷的王后，她非常的聰明且善於交際應酬，但又不失野心，根據法國大使的描述，埃麗莎貝塔很快的便將費利佩完全支配，埃麗莎貝塔讓國王堅信她想要的也是國王需要的，她也與國王分享彼此的品味與癖好，由於宗教因素不允許擁有婚外情，國王在性上面非常的依賴埃麗莎貝塔。
一開始，人民非常喜愛埃麗莎貝塔·法爾內塞，因為她將親王妃為主的法國勢力趕出西班牙，對人民來說她就像是西班牙的救星，但埃麗莎貝塔·法爾內塞在1719年解聘了阿爾貝羅尼後，她成為了西班牙實質上唯一的統治者，也因為如此，她的名聲逐漸變得與親王妃一樣糟，由於每況愈下的宮廷禮節，埃麗莎貝塔在貴族間的名聲也同樣不是很好，甚至出現一些指控她持王為奴、企圖謀殺她的繼子們的傳言。
費利佩五世的躁鬱症幾乎將他整個癱瘓，甚至讓他無法處理政務，在1717年、1728年，1731年、1732年至1733年和1737年這些時間幾乎都是埃麗莎貝塔·法爾內塞在代為處理。

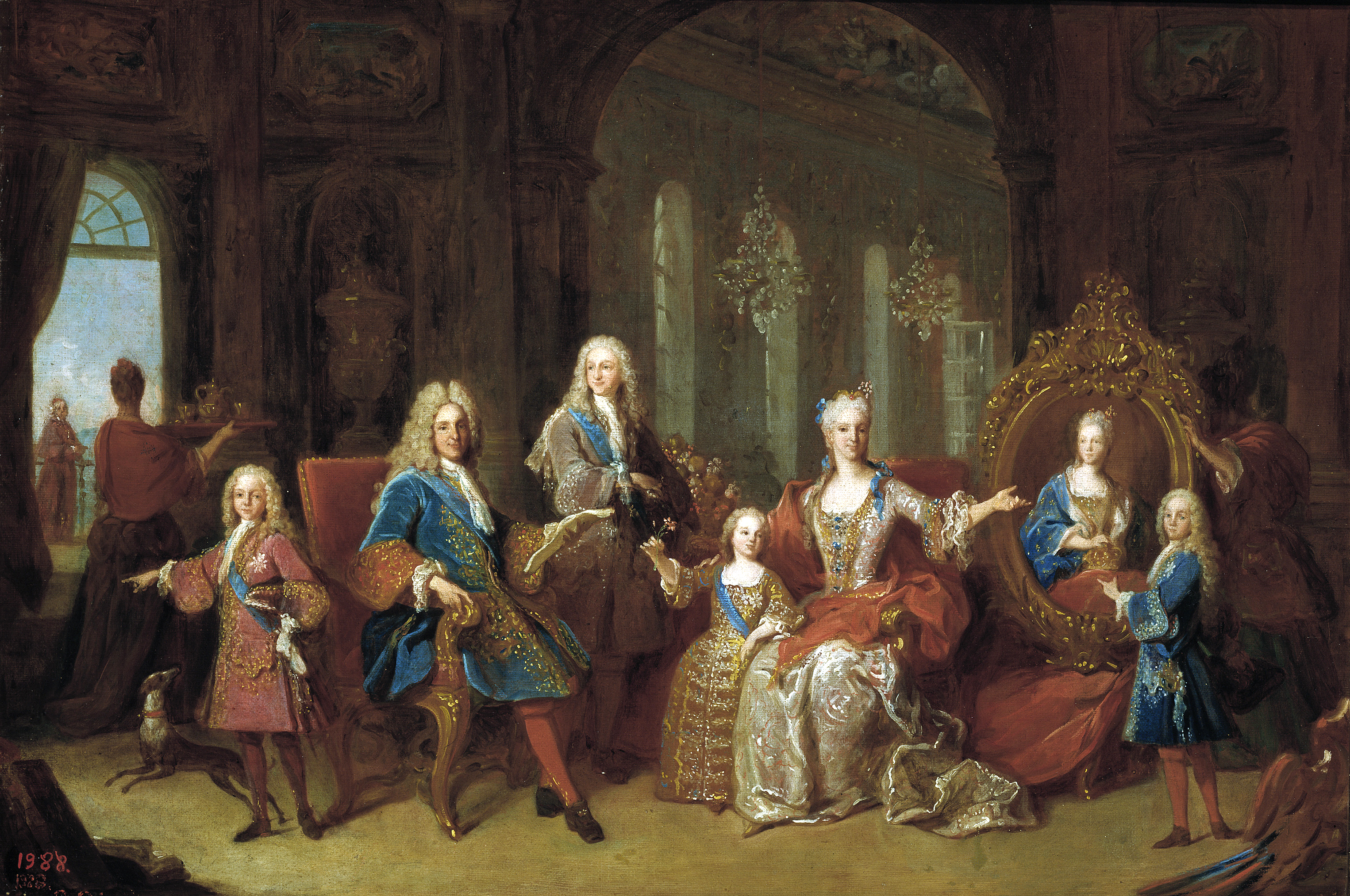
費利佩五世一家畫像，約繪於1723年

與其他西班牙君主不同，費利佩比較喜歡與王后共用一個寓所而非使用獨立的寓所，他同時也在王后的寓所會見大臣們，埃麗莎貝塔一開始只是在旁邊做針線活，很快地她參與會議的次數越來越多，到了最後她甚至代表她的丈夫發言，而費利佩只是靜靜地坐在旁邊。埃麗莎貝塔與國王在寓所裡面討論政事，他們有時甚至穿著睡衣在王后的寢室內與大臣商議。
比起內政，埃麗莎貝塔·法爾內塞更重視外交。她的目標是強化西班牙對義大利諸邦的影響力，因為在那時費利佩與前妻瑪麗亞·路易莎·加布里埃拉的孩子也就是埃麗莎貝塔·法爾內塞的繼子看起來會繼承王位（雖然之後都相繼去世了），她必須為了自己的野心與自己的孩子們的利益做最佳選擇。她同時也藉著自己的身分支持政策，其中一個便是收復西班牙的古義大利領土，這包含被占領的撒丁岛與西西里岛，她迫切且積極地想達成這個目的，但當英國突襲維戈，並且西班牙於1720年同意驅逐及撤出西西里島以換取和平後，代表著三國同盟（1717）已徹底毀壞了這個計畫。
1724年1月，費利佩五世爭議性地讓位予他與前妻的長子路易斯一世，自己則退居圣伊尔德丰索宫，但路易斯一世繼位後埃麗莎貝塔·法爾內塞依然掌握大權。路易斯一世於同年8月底因感染天花而去世，在位時間僅7個月，在埃麗莎貝塔·法爾內塞與大臣們的努力，再加上對教皇特使及神職人員不斷的施加壓力下，費利佩重新繼位。在費利佩晚年時，整個西班牙的政策都掌握在埃麗莎貝塔手上，由於她的另名繼子仍在世，繼承王位似乎無法避免，她便用盡一切手段確保她的親生兒子們能夠繼承她在義大利的爵位。1731年，在簽訂維也納條約 (1731)後，埃麗莎貝塔·法爾內塞的兒子卡洛斯三世 (西班牙)得以繼承帕爾馬公爵，甚至在維也納條約 (1738年)後，得到了兩西西里的王位，作為交換，帕爾馬公爵的頭銜必須給予哈布斯堡王朝，但1748年奧地利王位繼承戰爭結束後，玛丽亚·特蕾西娅將頭銜歸還給埃麗莎貝塔·法爾內塞的幼子菲利波一世 (帕爾馬公爵)，西班牙波旁王朝就此建立。

### 太后生涯

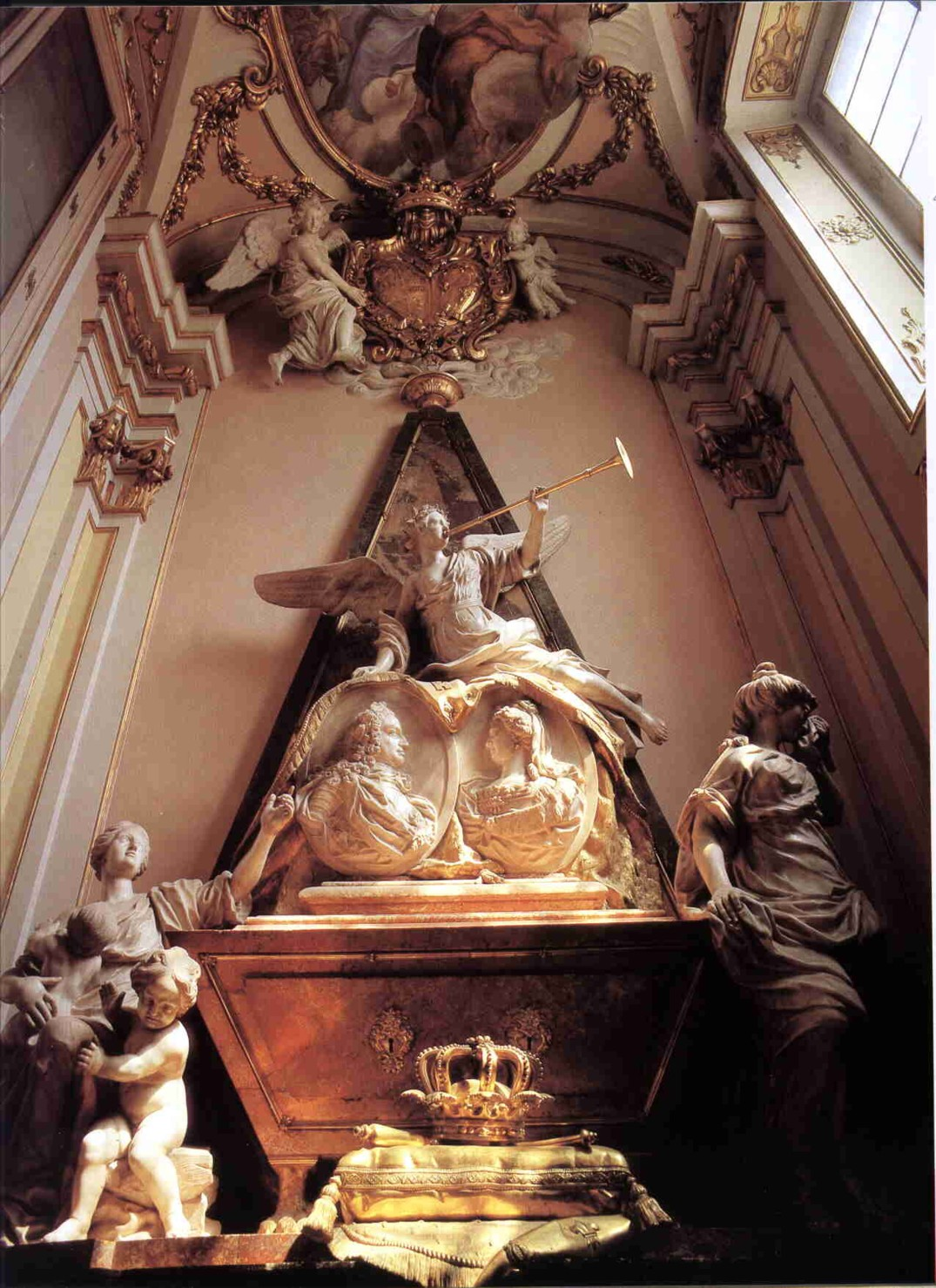
埃麗莎貝塔·法爾內塞與費利佩的陵墓

1746年7月9日，費利佩五世駕崩，埃麗莎貝塔·法爾內塞的統治也告終，繼承王位的是她的繼子，斐迪南六世。和父親相同，斐迪南六世也將國事交由他的妻子葡萄牙的芭芭拉打理。法國大使指出：「我寧願由葡萄牙的芭芭拉接替埃麗莎貝塔·法爾內塞的位子，也不要斐迪南六世接替費利佩的位子」。
當上太后的埃麗莎貝塔起初不同意交出她的權力，她與支持她的官員安頓在馬德里一個租來的豪宅裡，她要求隨時告知她政府的各種政策，並鼓勵她的支持者公開批評新的君主。1747年，在葡萄牙以及何塞·德·卡瓦哈爾和蘭卡斯特的鼓勵下，葡萄牙的芭芭拉王后開始對付埃麗莎貝塔，並於同年7月23日將太后與她的黨羽驅逐至拉格蘭哈，使她在斐迪南六世的統治時期內無法回到宮廷影響政策。埃麗莎貝塔在被流放的日子裡總是舉行盛大的宴會歡迎外國使節，並鼓勵反對者持續批評她的繼子。
埃麗莎貝塔·法爾內塞於1759年在她的繼子死後重返宮廷，並於1759年－1760年作為暫時攝政太后，直到她的長子卡洛斯三世解決那不勒斯王位問題並回到西班牙繼位為止。在她兒子繼位後的晚年，埃麗莎貝塔大部分時間待在阿蘭胡埃斯王宮和圣伊尔德丰索宫，並於1766年在阿蘭胡埃斯宮殿去世，享年73歲，死後葬在圣伊尔德丰索堂 (波尔图)，她的丈夫旁邊。

## 子女
- 卡洛斯三世（1716年1月20日－1788年12月14日）：西班牙國王，娶了瑪麗亞·阿瑪莉亞。
- 瑪麗安娜·維多利亞（1718年3月31日－1781年1月15日）：葡萄牙王后，嫁給了葡萄牙國王若澤一世。
- 菲利波一世（1720年3月15日－1765年7月18日）：帕爾馬公爵，妻子為法國的路易丝-伊丽莎白 (法国)。
- 瑪麗亞·特蕾莎·拉法埃拉 (西班牙)（1726年6月11日－1746年7月22日）：法兰西路易王太子的第一任妻子。
- 路易斯·德·波旁-法爾內塞（1727年7月25日－1785年8月7日），自1735年起為天主教托莱多总教区總主教，1754年成為欽瓊伯爵，1776年娶了瑪麗亞·特蕾莎·德·瓦拉布里加（英语：María Teresa de Vallabriga），貴庶通婚。
- 瑪麗亞·安東妮婭·費迪南達（1729年11月17日－1785年9月19日）：嫁給了薩丁尼亞國王维托里奥·阿梅迪奥三世。

### 引用
1. 1 2 3 4 5 6 7 8 9 10 11 12  Clarissa Campbell Orr: Queenship in Europe 1660-1815: The Role of the Consort. Cambridge University Press (2004)
2. 1 2 3  Armstrong, Edward: Elisabeth Farnese, the termagant of Spain (1892)

### 書目
- Sir Charles Petrie|Petrie, Charles: King Charles III of Spain New York, John Day Company, 1971
- Harcourt-Smith, Simon: Cardinal of Spain: the Life and Strange Career of Giulio Alberoni New York, Knopf, 1955
- Mémoires pour servir à l'histoire d'Espagne sous le régne de Philippe V by the Marquis de St Philippe, translated by Maudave (Paris, 1756)
- Memoirs of Elizabeth Farnese (London, 1746)
- Armstrong, E: Elizabeth Farnese, the Termagant of Spain, 1892
- The Spanish original of the Comentarios del marqués de San Felipe was published in the Biblioteca de Autores Españoles.
- 本条目包含来自公有领域出版物的文本: Chisholm, Hugh (编).  (第11版). London: Cambridge University Press. 1911.

| 埃麗莎貝塔·法爾內塞 法爾內塞家族出生于：1692年10月22日逝世於：1766年7月11日 | 埃麗莎貝塔·法爾內塞 法爾內塞家族出生于：1692年10月22日逝世於：1766年7月11日 | 埃麗莎貝塔·法爾內塞 法爾內塞家族出生于：1692年10月22日逝世於：1766年7月11日 |
| 西班牙王族                                                                  | 西班牙王族                                                                  | 西班牙王族                                                                  |
| --------------------------------------------------------------------------- | --------------------------------------------------------------------------- | --------------------------------------------------------------------------- |
| 前任： 瑪麗亞·路易莎·加布里埃拉                                             | 西班牙王后 1714年12月24日－1724年1月14日                                    | 繼任： 奧爾良的路易絲·伊麗莎白                                              |
| 前任： 奧爾良的路易絲·伊麗莎白                                              | 西班牙王后 1724年9月6日－1746年7月9日                                       | 繼任： 葡萄牙的芭芭拉                                                       |